# Бажево
Ба́жево (рос. Бажево) — селище у складі Первомайського району Алтайського краю, Росія. Входить до складу Березовської сільської ради.
Стара назва — Бажово.

## Населення
Населення — 885 осіб (2010; 715 у 2002).
Національний склад (станом на 2002 рік):
- росіяни — 92 %